# Clystea tenumarginata
Clystea tenumarginata är en fjärilsart som beskrevs av William James Kaye 1919. Clystea tenumarginata ingår i släktet Clystea och familjen björnspinnare. Inga underarter finns listade i Catalogue of Life.